# Крепость Скопье
Крепость Скопье или Крепость Кале (макед. Скопско кале, от тур. Kale — замок) — комплекс оборонительных сооружений и археологический памятник, расположенный в центре города Скопье (Северная Македония), на возвышенности в долине Вардара.

## История
Древнейшее поселение на территории крепости относится к IV тысячелетию до н. э.. С этого времени (с небольшими перерывами) территория современной крепости была заселена. В античную эпоху холм Кале не был заселён, но на его территории обнаружены жертвенная яма и монета Александра Великого. Существуют предположения о начале строительства крупных укреплений в Кале в период правления Юстиниана, однако достоверно известно лишь, что Кале превращается в центр Скопье на рубеже X—XI веков в период правления болгарского царя Самуила. При нём город был окружён стенами, построенными по передовым технологиям. В конце XI века город несколько лет удерживали норманны, в подтверждение чего на раскопках Кале был обнаружен специфический лук викингов. Под властью Византии Кале стал центром ремесёл балканского значения.
В конце XIII века город перешёл под контроль Сербии и стал одним из её центров, а в 1346 году сербский король Стефан Душан короновался царём сербов и греков, что сделало Кале стратегически важным пунктом. В этот период на территории Кале располагалось четыре церкви, а территория возвышенности была плотно застроена. В период сербского правления укрепления Кале достраивались. У подножья крепости у реки Вардар располагался Еврейский квартал.
После взятия Скопье турками в 1391 году крепость стала использоваться в качестве казарм. Пока Скопье было приграничной крепостью, фортификационные сооружения были усилены, южные ворота отстроены заново, а также были пристроены дополнительные башни.
Сохранился отчёт австрийского генерала Энеа Сильвио Пикколомини, взявшего Скопье в 1689 году, в котором крепость описывается как имеющая 12 полузаброшенных башен и в целом полуразрушенная и слабозащищённая. В 1700 году османские власти начали возведение новой стены с башнями и сопутствующей инфраструктурой, и крепость вновь становится важным военным объектом.
В 1917—1918 годах в Кале располагался австро-венгерский штаб, позднее здесь были построены штаб, бараки и склады королевской югославской армии.
Разрушительное землетрясение 1963 года серьёзно повредило крепостные сооружения, после чего начались централизованные работы по восстановлению крепости.
В феврале 2011 года группа албанцев Северной Македонии , возражающих против строительства музея в виде церкви на территории крепости, разрушила его стройку, что привело к межэтническим столкновениям.